# Monomorium consternens
Monomorium consternens är en myrart som först beskrevs av Walker 1859.  Monomorium consternens ingår i släktet Monomorium och familjen myror. Inga underarter finns listade i Catalogue of Life.